# Le silence est d'or
Le silence est d'or is een  Franse dramafilm uit 1947 onder regie van René Clair. Hij won met deze film de hoofdprijs op het filmfestival van Locarno.

## Verhaal
Ondanks zijn leeftijd heeft filmregisseur Émile Clément nog altijd succes bij de vrouwen. Een meisje waarop hij verliefd is, maakt hij de ster van zijn nieuwste film. Daarbij verliest hij haar aan haar jongere tegenspeler.

## Rolverdeling
| Acteur             | Personage     |
| ------------------ | ------------- |
| Maurice Chevalier  | Émile Clément |
| François Périer    | Jacques       |
| Marcelle Derrien   | Madeleine     |
| Dany Robin         | Lucette       |
| Robert Pizani      | Duperrier     |
| Raymond Cordy      | Le Frisé      |
| Paul Olivier       | Boekhouder    |
| Roland Armontel    | Célestin      |
| Gaston Modot       | Gustave       |
| Bernard la Jarrige | Paulo         |